# Groß Lindow
Groß Lindow är en kommun och ort i Landkreis Oder-Spree i förbundslandet Brandenburg i Tyskland.
Kommunen är ingår i kommunalförbundet Amt Brieskow-Finkenheerd, där även grannkommunerna Brieskow-Finkenheerd, Vogelsang, Wiesenau och Ziltendorf ingår.